# Ungarische Allianz (Slowakei)
Ungarische Allianz (ungarisch Magyar Szövetség, slowakisch Maďarská Aliancia, mit vollem Namen Magyar Szövetség – Maďarská aliancia, kurz: SZÖVETSÉG – ALIANCIA) ist eine slowakische außerparlamentarische Partei.

## Geschichte
Im Oktober 2019 wurde unter dem ungarisch-slowakischen Namen Összefogás-Spolupatričnosť (deutsch Zusammengehörigkeit) eine neue Partei der ungarischen Minderheit gegründet. Sie änderte aber im November 2019 die Bezeichnung in Magyar Közösségi Összefogás – Maďarská komunitná spolupatričnosť (Abk. MKÖ-MKS, deutsch Ungarische gemeinschaftliche Zusammengehörigkeit) und transformierte sich in eine Wahlpartei mit Mitgliedern der ursprünglichen Partei sowie der Partei der ungarischen Gemeinschaft (SMK-MKP) und des Ungarischen Forums (MF-MF), die sich einen Erfolg bei der Nationalratswahl in der Slowakei 2020 erhofften. Die damalige Regierungspartei Most–Híd blieb nach erfolglosen Verhandlungen fern und trat eigenständig zur Wahl an.
Bei der Nationalratswahl 2020 erreichte die MKÖ-MKS den neunten Platz mit 3,9 Prozent der Stimmen und erhielt kein Mandat. Somit schaffte zum ersten Mal seit 1990 keine Minderheitenpartei den Einzug ins slowakische Parlament, nachdem auch Most–Híd bei der Wahl scheiterte. Bald danach begannen erneute Verhandlungen zwischen MKÖ-MKS, Most–Híd und SMK-MKP zur Parteienfusionierung, am 20. August 2020 unterschrieben die Vertreter der Parteien in Komárno eine Deklaration über die Zusammenarbeit.
Der erste Parteitag nach der vollzogenen Fusionierung fand am 2. Oktober 2021 in Šamorín statt. Zum ersten Parteivorsitzenden wurde der bisherige Vorsitzende von SMK-MKP, Krisztián Forró, bestimmt, stellvertretender Vorsitzender wurde Szabolcs Mózes, bis dahin Vorsitzender von MKÖ-MKS. Der Parteichef von Most–Híd, László Solymós, erhielt den Vorsitz des Parteitags. Die Partei strebte den Einzug ins slowakische Parlament und möglicherweise eine Regierungsbeteiligung an. Im Vorhinein schloss sie eine Zusammenarbeit mit der ĽSNS und Smer-SD aus.

## Parteiname
- Összefogás-Spolupatričnosť, deutsch Zusammengehörigkeit, 22. Oktober 2019 – 22. November 2019
- Magyar Közösségi Összefogás - Maďarská komunitná spolupatričnosť (MKÖ-MKS), deutsch Ungarische gemeinschaftliche Zusammengehörigkeit, 22. November 2019 – 27. September 2021
- SZÖVETSÉG - Magyarok. Nemzetiségek. Regiók. | ALIANCIA - Maďari. Národnosti. Regió (Szövetség – Aliancia), deutsch Die Allianz – Ungarn. Nationalitäten. Regionen., 27. September 2021 – 11. Januar 2024
- Magyar Szövetség – Maďarská aliancia (SZÖVETSÉG – ALIANCIA), deutsch Ungarische Allianz, seit 11. Januar 2024